# Girl (альбом Данни Миноуг)
Girl — третий студийный альбом австралийской певицы Данни Миноуг выпущен лейблом «Eternal Records» 8 сентября 1997 года. Переиздан в ноябре 2007 года с бонусным диском ремиксов и неизданных песен того же периода.

## Об альбоме
«Girl» ознаменовал возвращение Данни Миноуг на европейскую сцену после трёхгодичного перерыва. До этого она записывалась в Японии, где, кстати, её синглы возглавили Национальный Чарт. С данного диска начинается успех Данни как клубной певицы. Сингл-забойщик «All I Wanna Do» положил начало непрерывной цепочки танцевальных хитов #1 Великобритании. Получив исключительно позитивные отзывы критиков, песня взобралась на пятую строчку хит-парада Соединённого королевства. Хотя последующие синглы были чуть менее популярны, чем первый, в этот период синглы с альбома «Girl» оказались на более высоких строчках, чем синглы альбома «Impossible Princess» сестры Данни, Кайли, таким образом позволяя Данни оказаться в чартах успешнее своей именитой родственницы.
А вот продажи альбома в целом не оправдали надежд лейблов, которые пророчили австралийке международную известность после успеха «All I Wanna Do», который получил статус «Золотой» в Австралии и «Серебряный» в Великобритании.
Диск состоит из одиннадцати композиций (в японской версии альбома включена 12-я «Someone New»). Всего было выпущено четыре сингла с альбома, последний, «Coconut», издавался только в Австралии. Для всех синглов, кроме последнего, были сняты видеоклипы.
«Girl» был переиздан на двух дисках в 2007 году. Первый диск содержит изначальный список композиций альбома, плюс неизданные композиции того же периода записи и B-sides всех синглов с «Girl». Второй диск состоит из ремиксов.

## Список композиций

### Girl (1997)
1. «All I Wanna Do» (Brian Higgins, S. McLennan, Tim Powell, Matt Gray) — 4:28
2. «Heaven Can Wait» (Higgins, McLennan, Powell, Gray) — 3:40
3. «So in Love with Yourself» (Paul Barry, M. Taylor, Steve Torch) — 5:06
4. «Am I Dreaming?» (Barry, Taylor, G. Stack, Torch) — 4:10
5. «Everybody Changes Underwater» (Dannii Minogue, Ian Masterson, D. Green) — 6:36
6. «Everything I Wanted» (Minogue, Taylor, Torch) — 4:38
7. «If It Moves-Dub It» (Minogue, Higgins, McLennan, Powell, Gray) — 6:32
8. «Disremembrance» (Masterson, Green) — 4:06
9. «It’s Amazing» (Higgins, McLennan, Powell, Gray) — 5:05
10. «Movin' Up» (L. Erlandsson, D. Kruger, F. Lenander, Per Magnusson, B. Morel) — 4:13
11. «Coconut» (Harry Nilsson) — 4:48 (Hidden Track)
12. «Someone New» — 3:46 (Japanese Bonus Track)

### Переиздание Girl Delux Edition (2007)
Диск 1
1. «All I Wanna Do» — 4:26
2. «Heaven Can Wait» — 3:40
3. «So in Love with Yourself» — 5:06
4. «Am I Dreaming?» — 4:10
5. «Everybody Changes Underwater» — 6:36
6. «Everything I Wanted» — 4:39
7. «It It Moves — Dub It» — 6:31
8. «Disremembrance» — 4:05
9. «It’s Amazing» — 5:05
10. «Movin' Up» (Extended mix) — 5:50
11. «Keep Up with the Good Times» — 4:19
12. «Someone New» (Flexifingers Radio edit) — 3:45
13. «Coconut» — 4:50
14. «All I Wanna Do» (Trouser Enthusiasts Radio edit) — 4:12
15. «Everything I Wanted» (Xenomania Radio edit) — 4:47
16. «Disremembrance» (Trouser Enthusiasts Radio edit) — 4:29

Диск 2
1. «All I Wanna Do» (12" Extended mix) — 6:52
2. «Everything I Wanted» (Xenomania 12" Club mix) — 7:07
3. «Heaven Can Wait» (Trouser Enthusiasts Cloud Nine mix) — 12:10
4. «Disremembrance» (Full Orchestral 12" mix) — 9:29
5. «All I Wanna Do» (Qattara’s Club mix) — 10:08
6. «Everything I Wanted» (Jupiter 6 Soul Surround mix) — 6:50
7. «Disremembrance» (Twyce as Nyce 1:40AM Club mix) — 6:06
8. "Movin' Up (Getting Harder mix) — 5:51
9. «Keep Up with the Good Times (Xenomania 12» mix) — 6:47
10. "All I Wanna Do (Tiny Tim & The Mekon Dream dub) — 7:45

## Unleashed Tour
С августа по октябрь 1998 г, Данни отправилась в концертный тур по Великобритании. Точные даты и список городов, включенных в «Unleashed Tour», не сохранились, но точно известно, что певица дала концерты в Лондоне(Октябрь 1, 1998), Люишеме(Сентябрь 26, 1998), Ноттингеме(Октябрь 2, 1998) и Белфасте, а всего в рамках тура было дано 23 концерта. Отзывы зрителей, посетивших шоу, были исключительно тёплыми.
Данни о своем первом туре «Unleashed Tour»: «Не могу дождаться когда выйду на сцену со своей группой. Я люблю видеть перед собой толпу! С энергией в музыке мы до каждого донесем желание танцевать».
Шоу «Unleashed Tour» было концертным туром, содержащим песни из всех на тот момент записанных альбомов Данни Миноуг, включая хиты «Love & Kisses», «Jump To The Beat», «This Is It», «All I Wanna Do», «Disremembrance» и «Everything I Wanted». Основная концепция шоу — зажигательные танцевальные композиции и акустические версии песен.

### Сет-лист
1. This Is It  (Hi-NRG version)
2. Love And Kisses
3. Show You The Way To Go
4. So In Love With Yourself
5. Coconut  (tribal version)
6. It’s Amazing
7. Everything I Wanted
8. Heaven Can Wait  (acoustic version)
9. Baby Love
10. Disco Medley — Heart Of Glass / You Make Me Feel (Mighty Real) / Rhythm Of The Night
11. Don’t Wanna Leave You Now  (трек 1995 года, много позже выпущенный на «The 1995 Session»)
12. Jump To The Beat
13. Disremembrance
14. All I Wanna Do

## Позиции в чартах
| Чарты (1997)                 | Наивысшие позиции |
| ---------------------------- | ----------------- |
| UK Albums Chart              | 57                |
| Australian ARIA Albums Chart | 69                |